# Andrzej Radosz
Andrzej Radosz (ur. 1954) – polski inżynier podstawowych problemów techniki w zakresie fizyki. Absolwent Politechniki Wrocławskiej. Od 2013 profesor na Wydziale Podstawowych Problemów Techniki Politechniki Wrocławskiej.